# Roßdorf
Roßdorf é um município da Alemanha, situado no distrito de Darmstadt-Dieburg, no estado de Hesse. Tem 20,60 km² de área, e sua população em 2019 foi estimada em 12.612 habitantes.